# Надеждино (Днепропетровская область)
Надеждино (укр. Надеждине) — село,
Горковский сельский совет,
Синельниковский район,
Днепропетровская область,
Украина.
Код КОАТУУ — 1224881306. Население по переписи 2001 года составляло 13 человек.

## Географическое положение
Село Надеждино находится на расстоянии в 1,5 км от села Троицкое и в 2-х км от сёл Горки и Новоалександровка.
По селу протекает пересыхающий ручей с запрудой.